# 南町 (新宿區)
南町（日语：／ Minamichō */?）是東京都新宿區的町名。未實施住居表示。2013年8月1日為止的人口有673人。郵遞區號為162-0836。

## 地理
位於新宿區東北部。東北臨若宮町、袋町，東南接払方町，西南連納戶町，西北通中町。
町域內以住宅地為主。

## 歷史
- 1683年（天和3年）：成立牛込御徒町。町內由北到南稱為北御徒町、中御徒町、南御徒町。
- 1872年（明治5年）：南御徒町獨立，改名牛込南町。
- 1878年（明治11年）：劃入牛込区。
- 1911年（明治44年）：去除牛込的冠稱，為南町。

### 地名由來
原為南御徒町，後縮減為「南町」。

## 交通
町域內沒有鐵路車站，可利用都營地下鐵大江戶線牛込神樂坂站。

## 備註
1. ↑  『角川日本地名大辞典 13　東京都』、角川書店、1991年再版、P879
2. ↑  .   [2013-08-10]. （原始内容存档于2014-08-19）.

## 外部連結
- 新宿區役所（页面存档备份，存于）